# Serbski powědar a kurěr

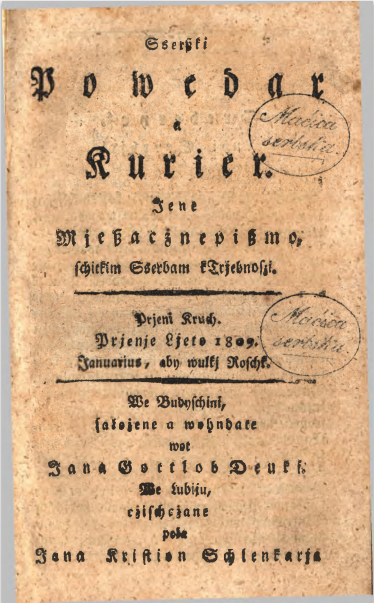
Deckblatt von 1809

Der Serbski powědar a kurěr (zeitgenössische Schreibweise Sserßki Powedar a Kurier, „Sorbischer Erzähler und Kurier“) war eine Zeitung in sorbischer Sprache, die von 1809 bis 1812 erschien. Herausgegeben wurde die Zeitung vom sorbischen Zimmermann Jan Bohuchwał Dejka (1779–1853). Ziel der Zeitung war es laut Dejka, auch dem sorbischen Volk die Aufklärung zu vermitteln.
Die Zeitung behandelte aktuelle politische Themen, aber auch Hinweise zur Arbeits- und Lebensweise.
Da er nur geringe Unterstützung erhielt, musste Dejka das Erscheinen der Zeitung einstellen. Er widmete sich darauf wieder dem deutschsprachigen Journalismus und redigierte von 1813 bis 1837 den Oberlausitzer Landboten.